# Danger Zone
Danger Zone (рус. «Опасная зона») — третий студийный альбом немецкой хэви-метал группы Sinner. Выпущен в октябре 1984 года на лейбле Noise Records. Альбом был записан в период с июля по август 1984 года, в Гамбурге, Германия.

## Стиль
Стилистически, музыка с данного альбома представляет собой «классический» немецкий хэви-метал, присущий большинству команд из Германии тех лет, например, известнейшей группе — Accept.

## Список композиций
| №                   | Название                                              | Автор(ы)                   | Длительность |
| ------------------- | ----------------------------------------------------- | -------------------------- | ------------ |
| 1.                  | «Danger Zone (рус. Опасная зона)»                     | Мэт Синнер, Хельмо Стоунер | 3:38         |
| 2.                  | «No Place In Heaven (рус. Нет места в облаках)»       | Мэт Синнер                 | 3:37         |
| 3.                  | «Scene Of A Crime (рус. Сцена преступления)»          | Мэт Синнер, Мик Ширли      | 3:40         |
| 4.                  | «Lupo Manaro (рус. Оборотень)»                        | Мэт Синнер                 | 3:51         |
| 5.                  | «Fast, Hard & Loud (рус. Быстрый, жесткий и громкий)» | Мэт Синнер                 | 4:15         |
| 6.                  | «The Shiver (рус. Дрожь)»                             | Мэт Синнер, Хельмо Стоунер | 4:02         |
| 7.                  | «Razor Blade (рус. Лезвие бритвы)»                    | Мэт Синнер                 | 3:15         |
| 8.                  | «Shadow In The Night (рус. Тень в ночи)»              | Мэт Синнер                 | 3:00         |
| 9.                  | «Wild Winds (рус. Дикие ветры)»                       | Мэт Синнер                 | 2:59         |
| 10.                 | «Rattlesnake (рус. Гремучая змея)»                    | Мэт Синнер                 | 2:58         |
| Общая длительность: | Общая длительность:                                   | Общая длительность:        | 34:25        |

## Участники записи
- Мэт Синнер — вокал, бас-гитара
- Мик Ширли — гитара
- Хельмо Стоунер — гитара
- Ральф Шульц — ударные. R.I.P. 01/03/2014
- Продюсер — Дирк Штеффенс
- Исполнительный продюсер — Карл Вальтербах

## Издания
В Японии этот альбом был выпущен вместе со следующим альбомом группы — Touch of Sin 1985 года выпуска. Диск, выпущенный в 1994 году, помимо 10 перечисленных выше композиций содержал также короткий бонус-трек «Outro (Danger II)», длительностью 34 секунды.
В 2013 году группа выпустила альбом Touch of Sin 2, содержащий 5 старых песен с альбома Touch of Sin, одну (Danger Zone) с данного альбома, а также 2 новые песни.